# Vela bianca
Vela bianca (Distant Wind) è un romanzo di Sergio Bambarén, scrittore australiano di origini peruviane.

## Trama
Questo romanzo racconta il viaggio di una coppia, ormai delusa della propria vita in mezzo alla società e al lavoro diventato un inferno. Così decidono assieme di acquistare una piccola barca a vela per intraprendere un viaggio tra le isole dell'oceano pacifico meridionale, il loro viaggio dura poco meno di un anno, durante il quale conoscono molte persone, e riescono a comprendere a fondo il vero significato della vita.